# Monsieur
Monsieur (Senhor) foi a canção que representou o Luxemburgo no Festival Eurovisão da Canção 1989, interpretada em  francês pela banda  Park Café (constituída por Maggie Parke, Gast Waltzing, Rom Heck, Rainer Kind, Serge Vesque e Ander Schmit . Foi a 11.ª canção a ser interpretada na noite do evento, a seguir à canção sueca "En dag", interpretada por Tommy Nilsson e antes da canção dinamarquesa "Vi maler byen rød", interpretada por Birthe Kjær. No final, a canção terminou em vigésimo lugar (20 países), recebendo apenas 8 pontos. 

## Autores
- Letrista: Maggie Parke, Yves Lacomblez, Bernard Loncheval
- Compositor: Maggie Parke, Gast Waltzing
- Orquestrador: Benoît Kaufman

## Versões
A banda gravou também uma versão da canção em inglês: "Living In Toonland".